# Pseudorapidità

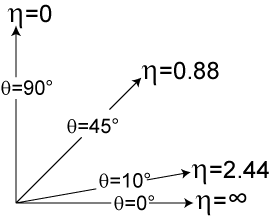
La pseudorapidità tende ad infinito quando l'angolo tende a zero. In fisica delle particelle l'angolo è misurato rispetto all'asse del fascio.

In fisica delle particelle, la pseudorapidità, {\displaystyle \eta } è una coordinata spaziale comunemente usata per descrivere l'angolo relativo tra una particella e l'asse del fascio. È definito come
{\displaystyle \eta =-\ln \left[\tan \left({\frac {\theta }{2}}\right)\right],}
dove {\displaystyle \theta } è l'angolo tra il momento della particella {\displaystyle {\vec {p}}} e l'asse del fascio. In termini di momento, la pseudorapidità può essere scritta come
{\displaystyle \eta ={\frac {1}{2}}\ln \left({\frac {\left|{\vec {p}}\right|+p_{L}}{\left|{\vec {p}}\right|-p_{L}}}\right),}
Quanto la traiettoria della particella tende alla velocità della luce, o nell'approssimazione che la massa della particella sia nulla, numericamente la pseudorapidità si avvicina alla definizione di rapidità,
{\displaystyle y={\frac {1}{2}}\ln \left({\frac {E+p_{L}}{E-p_{L}}}\right)}
qui {\displaystyle p_{L}} è la componente del momento lungo l'asse del fascio. (Questo differisce significativamente dalla definizione di rapidità in relatività speciale, che usa {\displaystyle \left|{\vec {p}}\right|} al posto di {\displaystyle p_{L}}.) Tuttavia, la pseudorapidità dipende solo dall'angolo polare della traiettoria della particella e non dalla sua energia.
Nei collisori adronici, la rapidità (o la pseudorapidità) è preferita rispetto all'angolo polare {\displaystyle \theta } poiché, in maniera approssimativa, la produzione di particelle è costante in funzione della rapidità. Si parla di direzione in avanti riferendosi alla regione che è vicina all'asse del fascio ad alti {\displaystyle |\eta |}.
La differenza della rapidità di due particelle è invariante per boost lungo l'asse del fascio.
La pseudorapidità è dispari rispetto a {\displaystyle \theta =90}°.